# Sundals-Ryrs gamla kyrka
Sundals-Ryrs gamla kyrka är en kyrkobyggnad som tillhör Brålandabygdens församling i Karlstads stift. Kyrkan ligger i norra delen av Vänersborgs kommun.

## Kyrkobyggnaden
Kyrkan uppfördes troligen på 1200-talet. 1748 utfördes takmålningar och apostlabilder på läktarbarriären av Hans Georg Schuffner. När Sundals-Ryrs nya kyrka färdigställdes 1906 övergavs gamla kyrkan.
1944 renoverades gamla kyrkan efter program av intendent Einar Lundberg. Vid samma tillfälle uppfördes en klockstapel på samma plats och med samma utseende som en tidigare stapel som revs 1912.

## Inventarier
- En femsidig predikstol är byggd på 1600-talet.

### Orgel
- Orgeln är byggd 1795 av Pehr Strand, Stockholm. Dess tidigaste öden är okända, men den ägdes av Örs kyrka i mitten av 1800-talet. Senare köptes den in av en privatperson, som sålde den på auktion. Efter att ha gått i arv i en viss släkt, skänktes den slutligen 1960 till Sundals-Ryrs församling. Efter en fullständig renovering av John Grönvall Orgelbyggeri, Lilla Edet invigdes den här 1974/1975. Instrumentet har tre stämmor.[1]

| Manual C-e3      |
| Gedackt 8´ B/D   |
| Principal 4' B/D |
| Octava 2' B/D    |

#### Diskografi
- Orgelklenoder i Nyed, Sundals Ryr och Eskilsäter / Torén, Marcus, orgel. Nosag Records Nosag CD 132. 2007. - Inspelat 2006.